# اعتراف‌کن (فیلم)
اعتراف‌کن (به انگلیسی: Confess) فیلمی محصول سال ۲۰۰۵ و به کارگردانی استفان شفر است. در این فیلم بازیگرانی همچون یوجین برد، الی لارتر، ملیسا لیو، گلن فیتزجرالد، ویلیام سدلر و بستی آیدم ایفای نقش کرده‌اند.